# Gumilevia
Gumilevia is een geslacht van vlinders uit de familie van de Houtboorders (Cossidae). De wetenschappelijke naam van dit geslacht is voor het eerst voorgesteld door Roman Viktorovitsj Jakovlev in een publicatie uit 2011.
Het nieuwe geslacht is vernoemd naar de Russische dichter Nikolaj Goemiljov, die veel door Afrika reisde.
De soorten van dit geslacht komen voor in tropisch Afrika.

## Soorten
- G. konkistador Yakovlev, 2011
- G. minettii Yakovlev, 2011
- G. mungoparki Yakovlev, 2022
- G. timora Yakovlev, 2011
- G. zhiraph Yakovlev, 2011